# St. Margaretha (Sichtigvor)

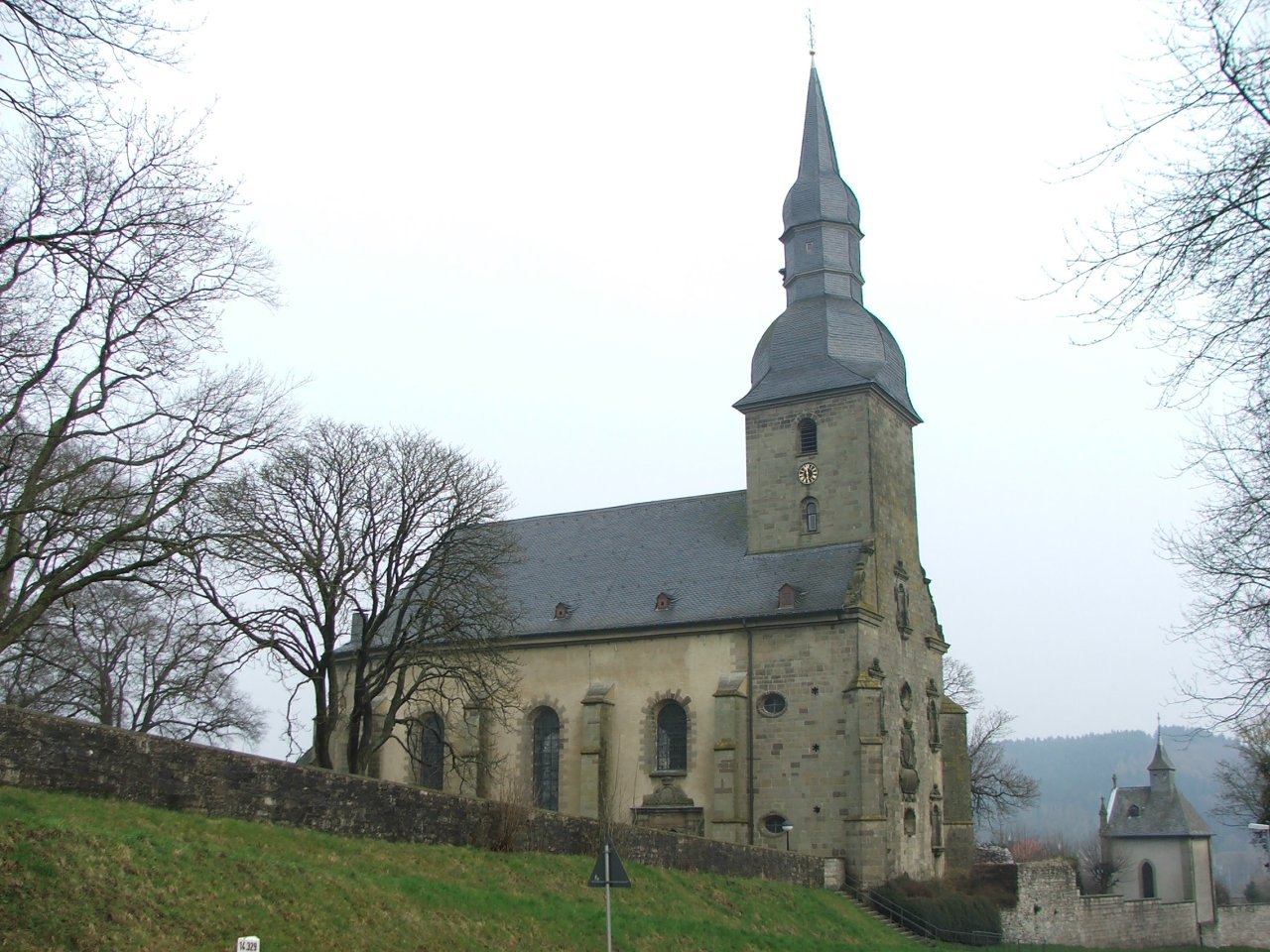
Pfarrkirche St. Margaretha aus nördlicher Sicht

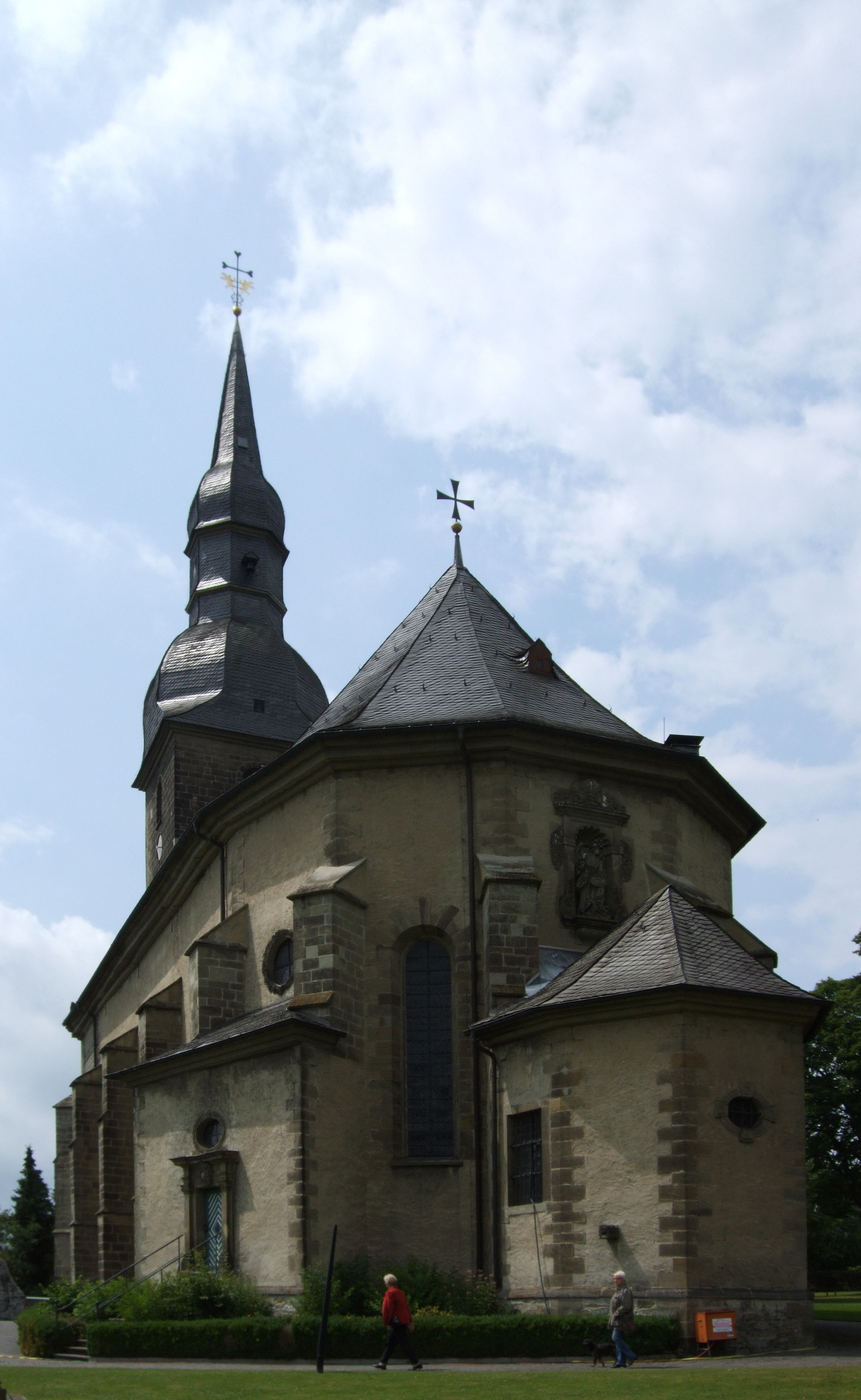
Chorbereich und Sakristei der Pfarrkirche St. Margaretha

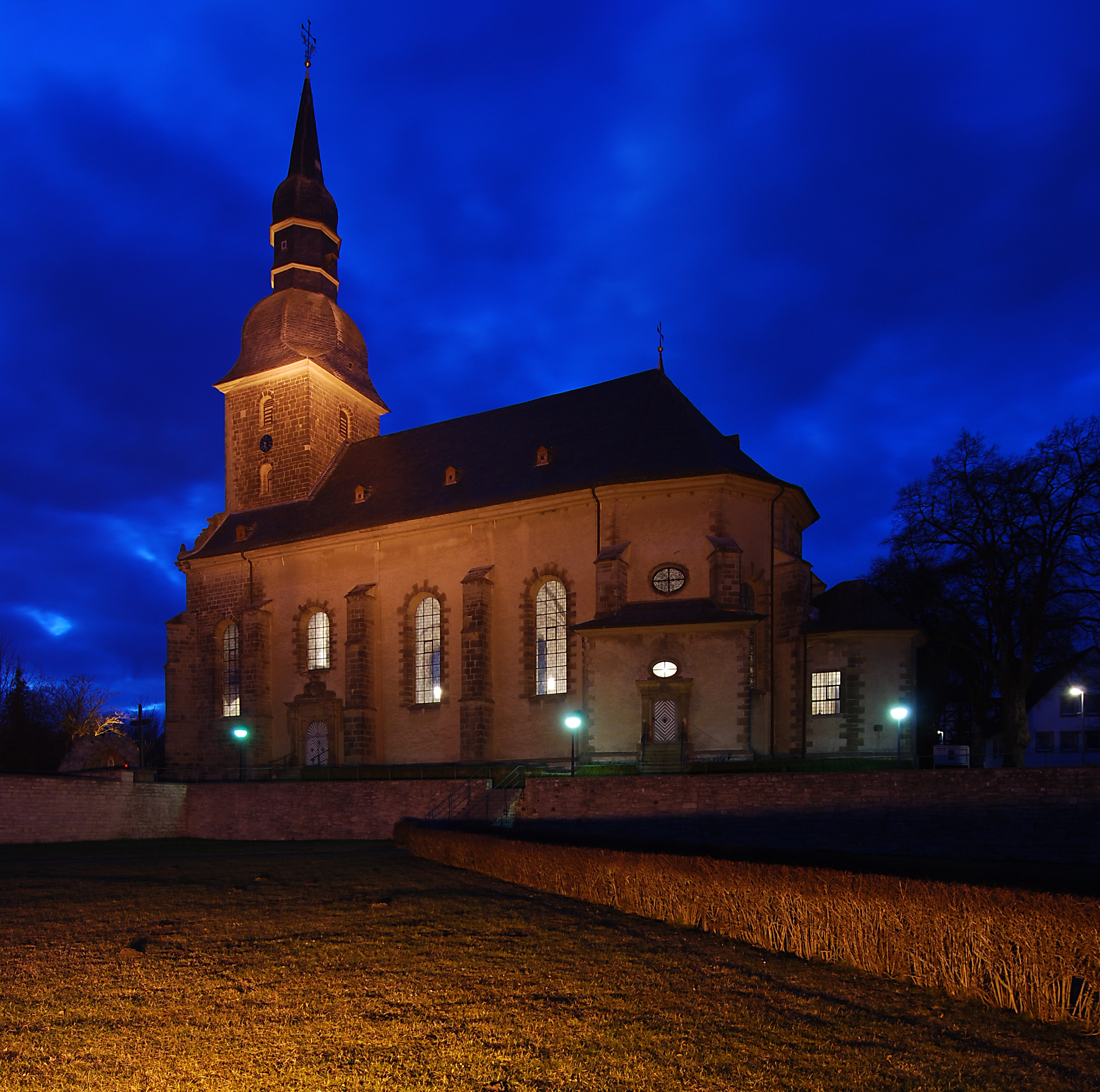
Pfarrkirche St. Margaretha bei Nacht

Die Pfarrkirche St. Margaretha ist ein Kirchengebäude im barocken Stil in Sichtigvor, einem Ortsteil der Stadt Warstein im Kreis Soest (Nordrhein-Westfalen). Sie ist die Pfarrkirche der katholischen Kirchengemeinde Mülheim, welche die Warsteiner Ortsteile Mülheim, Sichtigvor und Waldhausen umfasst. Außerdem war sie bis 1809 die Kirche der Deutschordenskommende Mülheim.

## Geschichte
Schon um 1200 hat es in Mülheim eine Pfarrkirche gegeben. Damals verzichtete Graf Gottfried II. von Arnsberg auf sein Patronatsrecht zu Gunsten des Patroklistiftes in Soest. Dieses ging zunächst auf das Stift Herdecke und nach Gründung der Niederlassung des Deutschen Ordens auf die Deutschordenskommende Mülheim über. Bis zur Aufhebung des Ordens 1809 lag das Patronatsrecht bei diesem. Da es daher kein eigenes Kirchenvermögen gab, ist noch heute der Staat für die Unterhaltung zuständig.
Wahrscheinlich wurde nach der Übernahme durch den Orden eine neue größere Kirche gebaut. In ihr wurden die Komture, Landkomture und Ritter bestattet. Vermutlich im Zusammenhang mit dem Brand der Kommende von 1593 wurde auch die Kirche beschädigt. Diese wurde später wieder aufgebaut. Diese Kirche lag verbunden mit dem Hauptgebäude der Kommende ungefähr dort, wo heute die Rentei liegt. Der heutige Bau liegt oberhalb der Kommende. Mit ihrem Bau wurde 1707 unter dem damaligen Landkomtur Wilhelm von Plettenberg begonnen.

## Architektur

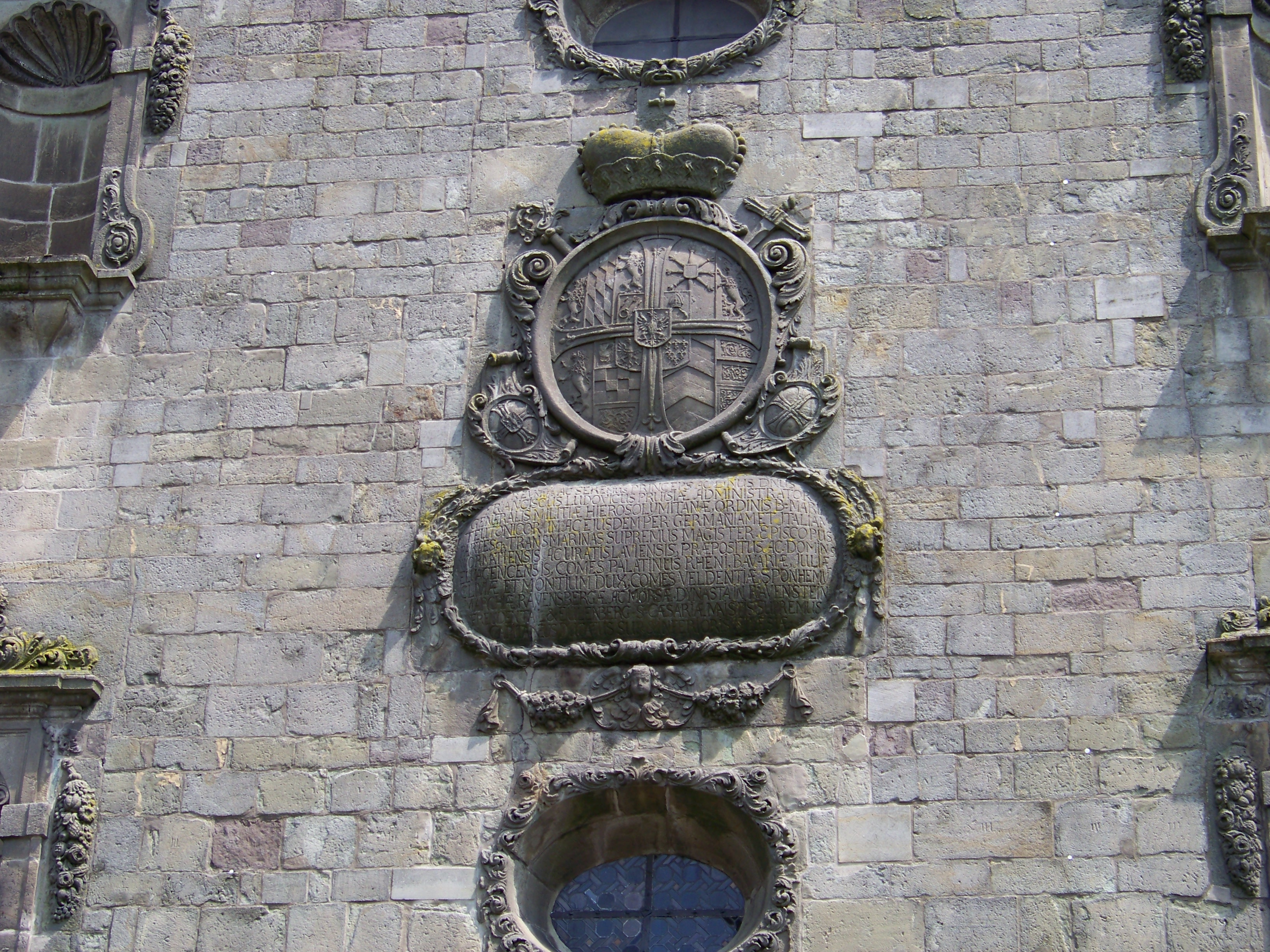
Titualatur und Wappen des Hochmeisters Franz Ludwig von der Pfalz

Es handelt sich um einen einschiffigen und dreijochigen gotisierenden Barockbau mit einem 5/10-Schluss. Ein Westturm mit einer welschen Haube ist zwischen den verlängerten Mauern des Kirchenschiffs eingebaut. Ein kleiner Anbau befindet sich auf der Südostseite. Im Osten am Schluss des Chores befindet sich die Sakristei. Unter dem Chorschluss befindet sich ein Grabkeller. Die Kirche verfügt über ein Kreuzgewölbe aus Rippen mit Kreuzsteinen, das auf Konsolen ruht. Die seitlichen Kappen sind dreiteilig mit Graten versehen. Die Sakristei verfügt über ein Netzgewölbe. Der Westbau hat ein Kreuzgewölbe mit Graten. Die Fenster sind rundbogig. Daneben gibt es einige ovale Öffnungen. Auch die nördlichen und südlichen Portale haben Rundbogen. Auf der Westseite sind außen fünf Nischen mit Bekrönungen und Wappen angebracht. An der Ostseite gibt es eine weitere Nische mit einer Figur. Zwischen den Nischen am Westturm befindet sich eine Schrifttafel mit dem Namen des Hoch- und Deutschmeisters Franz Ludwig von Pfalz-Neuburg.
Die Eingänge im Norden und Süden sowie vor der Sakristei sind von außen im barocken Stil gehalten. Sie tragen das Wappen der Herren von Plettenberg mit dem Kreuz des Deutschen Ordens sowie die lateinische Inschrift:

“Wilhelmus liber Baro de Plettenberg ex Lehnhausen ordinis teutonici eques commendator in Mülheim et ad 5 (anc) t (um) Georglum monasten a fundamentis exstruxit anno 1707.”

„Wilhelm Freiherr von Plettenberg aus Lenhausen, Ritter des Deutschen Ordens und Landkomtur in Mülheim und zum heiligen Georg in Münster, hat diesen Bau von Grund auf errichtet im Jahre 1707.“

Im Norden wurde der Titel noch ergänzt durch: „Commendator provincialis balliviae Westfalicae“ (übersetzt: „Komtur der Ballei Westfalen“). In der Gruft unter der Kirche wurden die Komture Wilhelm von Plettenberg, Levin von Nagel, Franz Gaudens von Westrem und Franz Wilhelm Bernhard von Westrem sowie einige andere Ordensritter bestattet. Später wurde die Gruft zu einem Heizungskeller umgebaut.

## Ausstattung

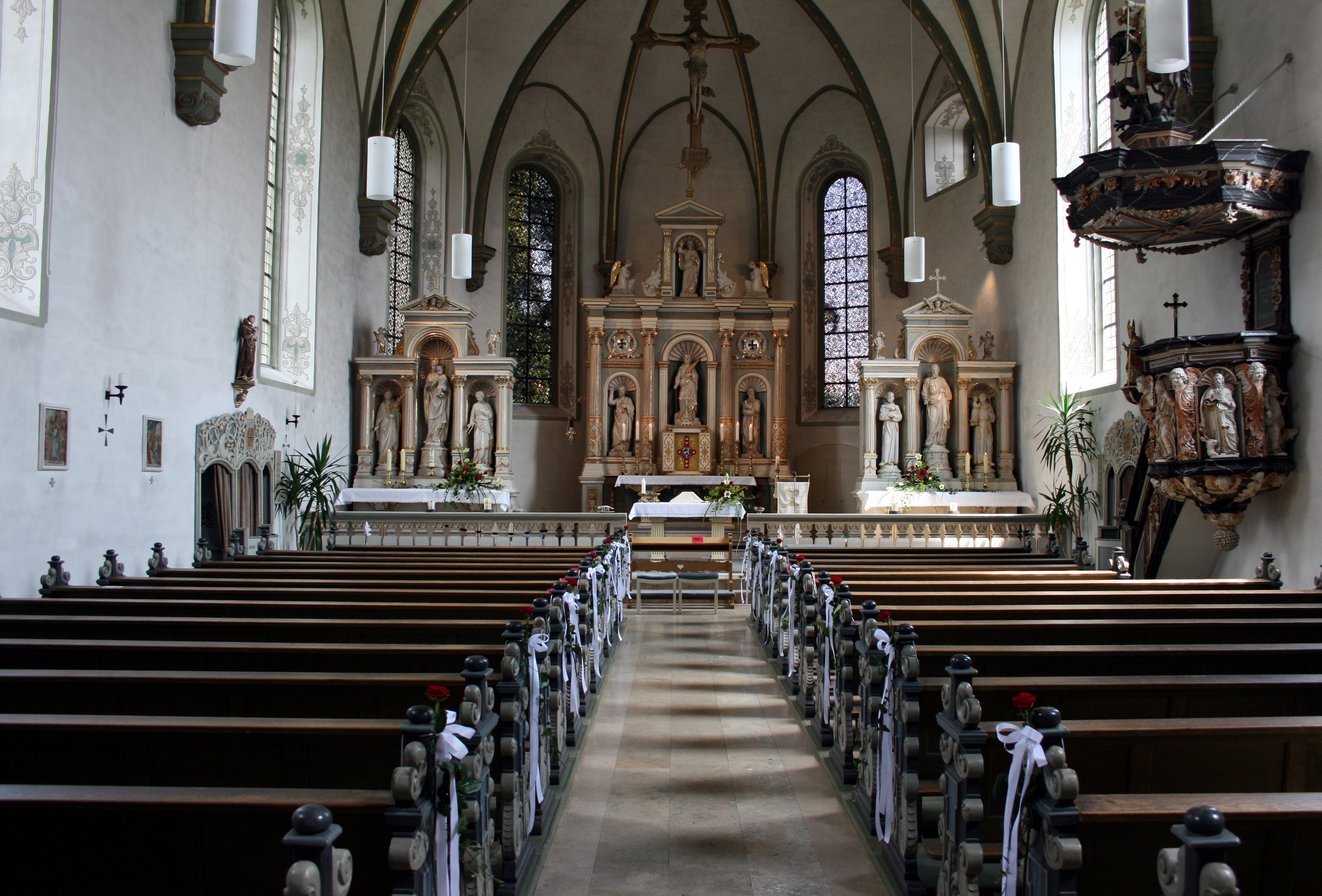
Blick in den Innenraum der Kirche

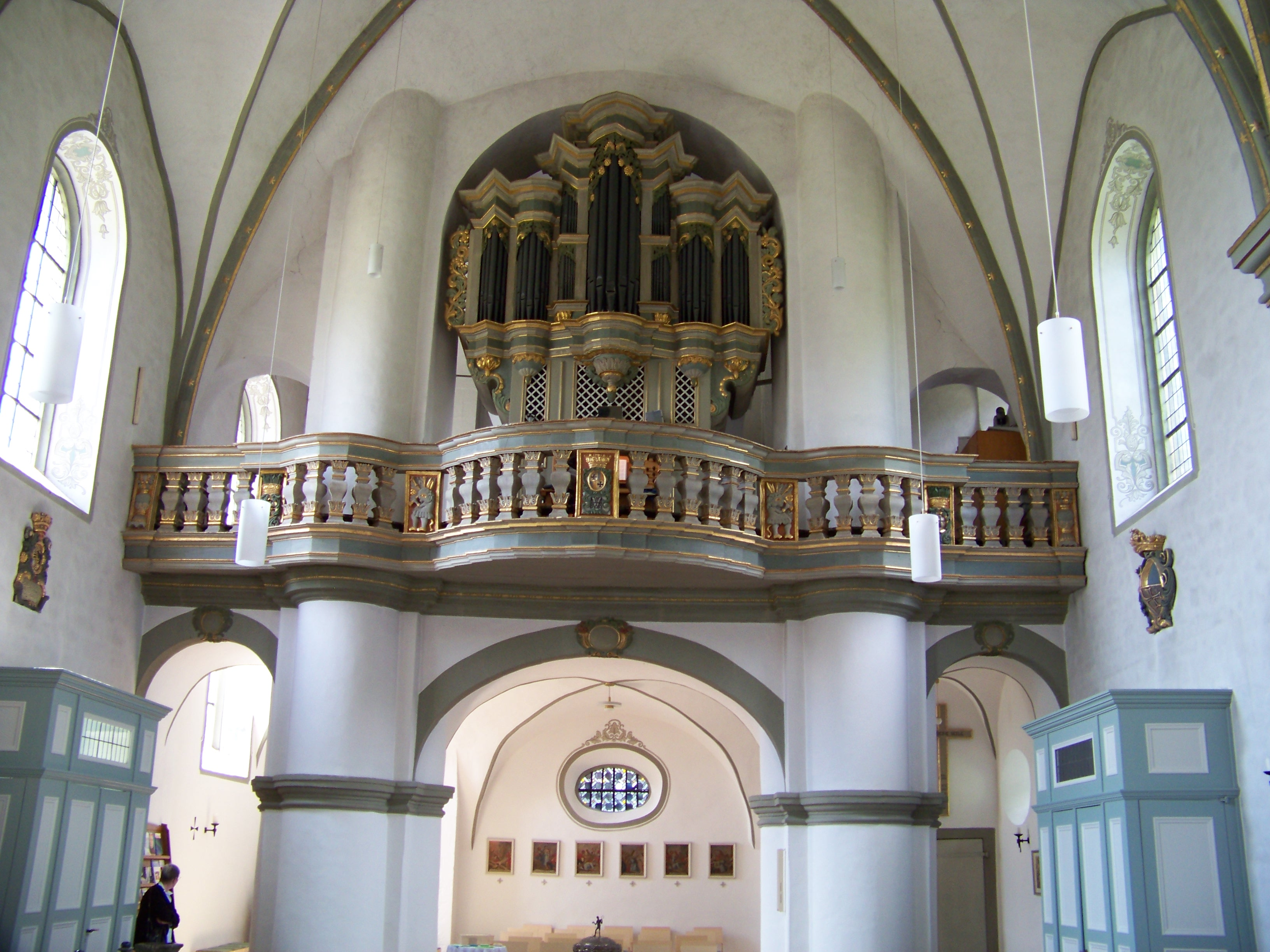
Blick auf die Orgel

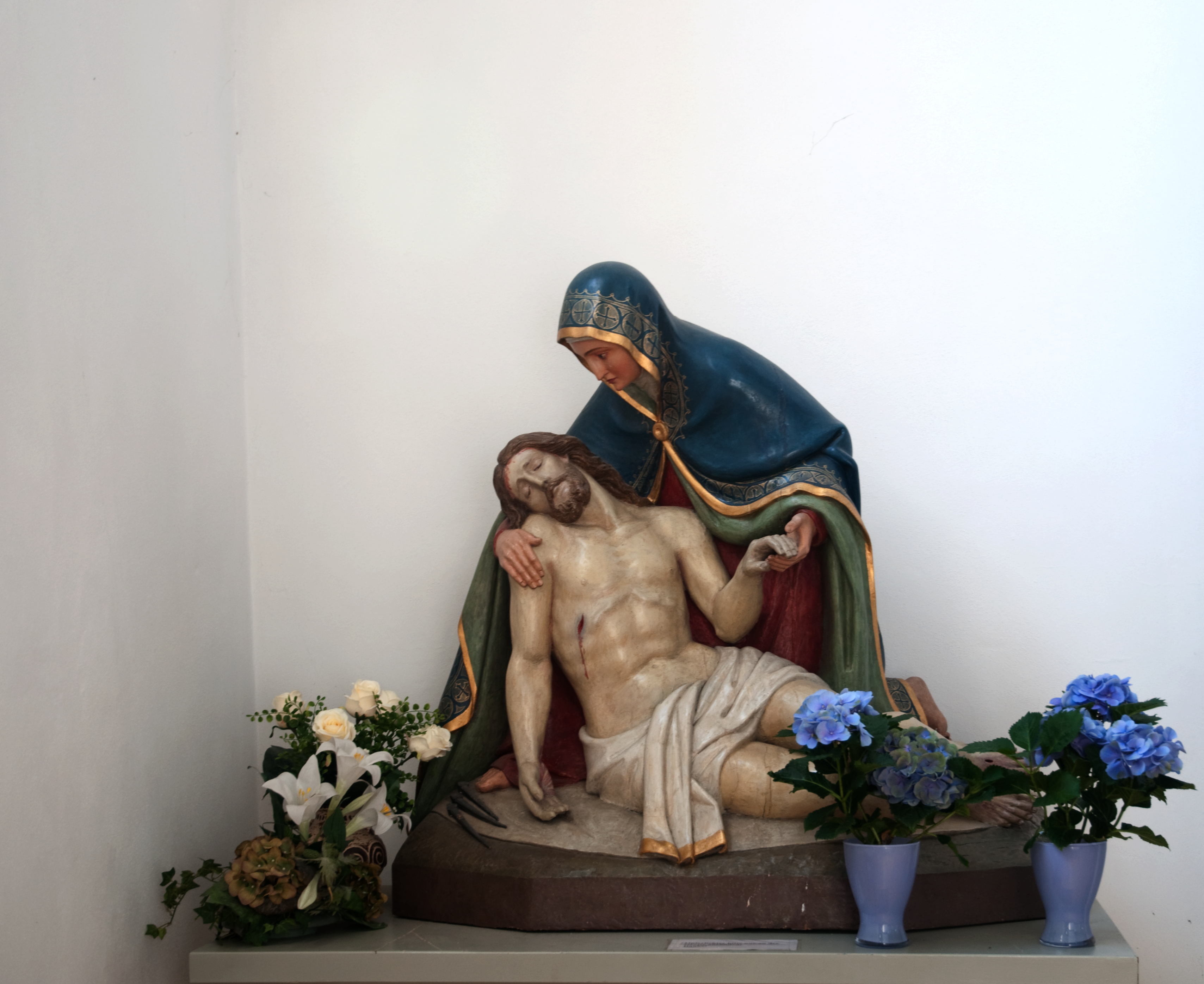
Sakralfiguren Jesus und Maria

Auffällig ist die barocke Predigtkanzel von 1725. Bemerkenswert auch das Chorgestühl von 1728 mit dem Wappen der Familie von Westrem. Die Beichtstühle tragen das Wappen des Komturs Georg Levin von Nagel und stammen wohl aus der Zeit um 1714. Die Bauzeit der Orgel ist nicht ganz klar. Der mögliche Zeitraum liegt zwischen 1720 und 1730. Vorhanden ist auch eine Barockmadonna aus der Zeit um 1700.
Die alten Barockaltäre sind nicht mehr vorhanden. Das heutige Altarensemble wurde im Stil der Neorenaissance (typische Säulenform, Beschichtung mit Blattgold) errichtet, wobei auch zwei eiserne Kreuze angebracht wurden, die an den Deutschen Orden erinnern sollen. Die Farben des Altars wurden zwischenzeitlich einmal verändert. Der Altar besteht aus drei Teilen – dem Hochaltar und zwei Nebenaltären.
Ein barocker Kreuzweg (entstanden um 1730 und aus Süddeutschland stammend) wurde 1960 für die Kirche erworben. Hinzu kommt eine ebenfalls zu dieser Zeit erstandene Liboriusstatue, die ursprünglich aus Frankreich stammt. Eine St.-Barbara-Darstellung befand sich früher in Waldhausen. Über dem Beichtstuhl des Pfarrers befindet sich eine Antoniusstatue.
Über einem der Kircheneingänge befand sich früher das Wappen des Kurfürsten und Hochmeisters des Deutschen Ordens Clemens August I. von Bayern, über dem anderen das Wappen der Familie von Plettenberg. Bei der Renovierung von 1960 kamen sie an ihren heutigen Platz.

## Glocken
1927 wurden nach den Verlusten des Ersten Weltkriegs vier neue Bronzeglocken aus der Glockengießerei Humpert in Brilon angeschafft, Tonfolge g′-b′-c′′-d′′. Diese Glocken wurden im Zweiten Weltkrieg eingeschmolzen und 1946 durch drei Glocken aus Briloner Sonderbronze ersetzt:
- St. Margaretha, Ton fis′, Gewicht 747 kg.
- St. Lucia und Agatha, Ton a′, Gewicht 457 kg.
- St. Georg, Ton h′, Gewicht 327 kg.

Zusätzlich hängt auf der Ostseite am Turmhelm eine kleine Schlagglocke für den Uhrschlag.

## Außenanlage
Auf der Südseite der Kirche befindet sich eine nachgebildete Lourdes-Grotte zum Gedenken an die Heilung von Elisabeth Tombrock. An der nördlichen Außenmauer der Kirche befinden sich die Grabplatten der früheren Pfarrer, die sich bis zu einer Renovierung innerhalb der Kirche befanden.